# Ernst Dölling
Ernst Wilhelm Dölling, född 4 juli 1897 i Helsingborg, död 13 december 1950 i Helsingborg, var en svensk konstnär.
Dölling studerade teckning under ett par år vid Konstakademien i Köpenhamn och fortsatte därefter sina studier vid Académie Colarossi och Atelier Georges Cornelius i Paris samt i Banyuls-sur-Mer 1921-1927. Han gjorde under denna tid flera studieresor, bland annat till Spanien, Afrika och England. Efter hemkomsten bosatte han sig först i Hedemora, senare flyttade han tillbaka till Helsingborg där han under flera år deltog i vårutställningarna på Vikingsbergs konstmuseum. Separat ställde han ut i Hedemora och Avesta. En minnesutställning med hans konst visades i Helsingborg 1952